# Box-office 1982 au Canada et aux États-Unis
Cet article traite du box-office de 1982 au Canada et aux États-Unis.

## Classement
| Rang | Titre                                   | Pays                           | Réalisateur          | Recettes      |
| ---- | --------------------------------------- | ------------------------------ | -------------------- | ------------- |
| 1.   | E.T. l'extra-terrestre                  | États-Unis d'Amérique          | Steven Spielberg     | 359 197 037 $ |
| 2.   | Tootsie                                 | États-Unis d'Amérique          | Sydney Pollack       | 177 200 000 $ |
| 3.   | Officier et Gentleman                   | États-Unis d'Amérique          | Taylor Hackford      | 129 795 554 $ |
| 4.   | Rocky 3                                 | États-Unis d'Amérique          | Sylvester Stallone   | 124 146 897 $ |
| 5.   | Porky's                                 | Canada · États-Unis d'Amérique | Bob Clark            | 105 492 483 $ |
| 6.   | Star Trek 2 : La Colère de Khan         | États-Unis d'Amérique          | Nicholas Meyer       | 78 912 963 $  |
| 7.   | 48 heures                               | États-Unis d'Amérique          | Walter Hill          | 78 868 508 $  |
| 8.   | Poltergeist                             | États-Unis d'Amérique          | Tobe Hooper          | 76 606 280 $  |
| 9.   | La Cage aux poules                      | États-Unis d'Amérique          | Colin Higgins        | 69 701 637 $  |
| 10.  | Annie                                   | États-Unis d'Amérique          | John Huston          | 57 059 003 $  |
| 11.  | Le Verdict                              | États-Unis d'Amérique          | Sidney Lumet         | 53 977 250 $  |
| 12.  | Gandhi                                  | Inde · Royaume-Uni             | Richard Attenborough | 52 767 889 $  |
| 13.  | Rambo                                   | États-Unis d'Amérique          | Ted Kotcheff         | 47 212 904 $  |
| 14.  | Le Jouet                                | États-Unis d'Amérique          | Richard Donner       | 47 118 057 $  |
| 15.  | Firefox, l'arme absolue                 | États-Unis d'Amérique          | Clint Eastwood       | 46 708 276 $  |
| 16.  | Dark Crystal                            | États-Unis d'Amérique          | Jim Henson, Frank Oz | 40 577 001 $  |
| 17.  | Conan le Barbare                        | États-Unis d'Amérique          | John Milius          | 39 565 475 $  |
| 18.  | L'Épée sauvage                          | États-Unis d'Amérique          | Albert Pyun          | 39 103 425 $  |
| 19.  | Best Friends                            | États-Unis d'Amérique          | Norman Jewison       | 36 821 203 $  |
| 20.  | Richard Pryor: Live on the Sunset Strip | États-Unis d'Amérique          | Joe Layton           | 36 299 720 $  |